# Отніел Чарльз Марш
О́тніел Чарльз Марш (англ. Othniel Charles Marsh, 29 жовтня 1831, нар. Локпорт — 18 березня 1899, пом. Нью-Гейвен) був американським професором палеонтології в Єльському коледжі та президентом Національної академії наук. Він був одним з найвидатніших вчених у галузі палеонтології. Серед його спадщини — відкриття або опис десятків нових видів та теорій походження птахів. Протягом 1861—1899 років опублікував майже 300 праць (статей, доповідей і книжок), описав 225 нових родів, 469 видів, 64 родин. 
Народившись у небагатій родині, Марш зміг дозволити собі вищу освіту завдяки щедрості свого заможного дядька Джорджа Пібоді. Після закінчення Єльського коледжу в 1860 році він подорожував світом, вивчаючи анатомію, мінералогію та геологію. Після повернення він отримав посаду викладача в Єльському університеті. З 1870-х до 1890-х років він змагався з палеонтологом-конкурентом Едвардом Дрінкером Копом у період шалених західноамериканських експедицій, відомих під назвою «кістяні війни». 
Найбільшою спадщиною Марша є колекція мезозойських рептилій, крейдових птахів, а також мезозойських і третинних ссавців, які зараз складають основу колекцій Єльського музею природознавства Пібоді та Смітсонівського інституту. Марша називали й чудовим палеонтологом, і найбільшим прихильником дарвінізму в Америці дев'ятнадцятого століття. 

## Наукова спадщина
За словами Пітера Додсона, Коп і Марш залишили спадщину — кожен з них був видатним дослідником. Здається неможливим згадати одне ім'я без іншого. Коп і Марш. Марш дав назви трьом групам динозаврів і дев'ятнадцяти родам, і хоча лише три з названих Копом родів досі використовуються, він опублікував рекордні 1400 наукових праць.
Марш назвав наступні роди динозаврів:
- Алозавр (1877)
- Аммозавр (1890)
- Анхізавр (1885)
- Апторніс (1873)
- Апатозавр (1877)
- Атлантозавр (1877)
- Барозавр (1890)
- Бронтозавр (1879)
- Камптозавр (1885)
- Цератопс (1888)
- Цератозавр (1884)
- Клаозавр (1890)
- Целюр (1879)
- Коніорніс (1893)
- Креозавр (1878)
- Диплодок (1878)
- Діракодон (1881)
- Дріозавр (1894)
- Дриптозавр (1877)
- Гесперорніс (1872)
- Іхтіорніс (1873)
- Лаброзавр (1896)
- Лаозавр (1878)
- Лесторніс (1876)
- Нанозавр (1877)
- Нодозавр (1889)
- Орнітомім (1890)
- Плевроцелюс (1891)
- Приконодон (1888)
- Стегозавр (1877)
- Торозавр (1891)
- Трицератопс (1889)

Він назвав підряди цератопси (1890), цератозаври (1884), орнітоподи (1881), стегозаври (1877) та тероподи (1881). Він також назвав родини алозаврові (1878), стегозаврові (1880), цератозаврові, целюрові, диплодокові (1884), анхізаврові, камптозаврові (1885), цератопсиди, дриптозаврові, нодозаврові, орнітомімові (1890) та платеозаврові (1895).
Марш також дав назву багатьом видам динозаврів, включаючи Allosaurus fragilis, Triceratops horridus, Stegosaurus stenops, Ornithomimus velox та Brontosaurus excelsus.
Марш сформулював закон зростання мозку, який стверджує, що протягом третинного періоду у багатьох таксономічних груп відбувалося поступове збільшення розмірів мозку. Цей еволюційний закон продовжує використовуватися через його пояснювальний і, певною мірою, прогностичний потенціал.
До зусиль Марша вся сукупність викопних решток, відомих у Північній Америці, була досить незначною. Завдяки щедрості Джорджа Пібоді, Марш зміг утримувати команди дослідників у зонах розкопок майже безперервно з 1870 року і до самої смерті. Знахідки Марша сформували первісне ядро колекції Єльського музею природознавства Пібоді. У Великій залі музею домінує перший знайдений ним викопний скелет бронтозавра. Деякі інші таксони Марша, такі як Camarasaurus lentus, Nanosaurus agilis і Camptosaurus dispar, також представлені в залі скам'янілостей Пібоді. Марш був першим, хто створював музейні експозиції скелетів динозаврів, які зараз можна побачити в численних музеях природничої історії по всьому світу.
У 1899 році він передав свій будинок у Нью-Гейвені, штат Коннектикут, Єльському університету. Будинок Отніеля К. Марша, нині відомий як Марш-Голл, визнаний національною історичною пам'яткою. Марш-Голл слугує домівкою для Єльської школи лісового господарства при Єльській школі навколишнього середовища. Зараз ця територія відома як Ботанічний сад Марша.
Динозаври, названі іншими на честь Марша, включають Hoplitosaurus marshi (Lucas, 1901), Iaceornis marshi (Clarke, 2004), Marshosaurus (Madsen, 1976), Othnielia (Galton, 1977) і Othnielosaurus (Galton, 2007).